# Fiktive Abrechnung in der Unfallregulierung
Die fiktive Abrechnung ist ein juristischer Begriff, der in der Unfallregulierung Bedeutung erlangt, wenn ein Kraftfahrzeug im Straßenverkehr beschädigt wurde.

## Problemstellung
Nach einem Verkehrsunfall ist der Kfz.-Haftpflichtversicherer des Unfallverursachers verpflichtet, dem Geschädigten Schadensersatz zu leisten. Handelt es sich um Schadensersatz für ein beschädigtes Kraftfahrzeug, hat der Geschädigte die Wahl, seinen Schaden konkret oder fiktiv geltend zu machen. Der Versicherer des Unfallverursachers ist dementsprechend zu konkreter oder fiktiver Abrechnung der Reparaturkosten verpflichtet. 
Die Unterscheidung dieser Abrechnungen erfolgt über:
- Konkrete Abrechnung heißt, Abrechnung nach Vorlage einer Reparaturrechnung, der meistens die Vorlage eines Sachverständigengutachtens vorausgeht.
- Fiktive Abrechnung heißt, Abrechnung nach Vorlage eines Sachverständigengutachtens ohne Vorlage einer Reparaturrechnung.

## Gesetzliche Grundlage
Das Recht zur fiktiven Abrechnung wird aus § 249 Abs. 2 S. 1 BGB abgeleitet. Sie ist auch im allgemeinen Schadensrecht im Rahmen der Naturalrestitution möglich, ohne dass ein Kraftfahrzeug involviert ist. 
Die Einzelheiten ergeben sich aus der langjährigen Rechtsprechung des VI. Zivilsenates des Bundesgerichtshofs. Bei dieser Rechtsprechung handelt es sich um eine Rechtsfortbildung mit verbindlicher Wirkung. 

### Rechte des Geschädigten
Nach den Grundsätzen dieser Rechtsprechung kann ein Geschädigter einen Sachverständigen mit der Schätzung seines Fahrzeugschadens beauftragen.
Die Kosten für das Sachverständigengutachten hat ihm der Versicherer des Unfallverursachers entsprechend der Haftungsquote zu erstatten. In dem Gutachten darf der Sachverständige die notwendigen Reparaturkosten nach den Konditionen einer markengebundenen Fachwerkstatt kalkulieren.
Der Geschädigte kann seinen Schaden dann auf Basis dieses Gutachtens fiktiv gegenüber dem Versicherer geltend machen.  
Er muss sein Fahrzeug nicht gemäß Gutachten reparieren lassen, sondern kann es auch billiger oder gar nicht reparieren, verkaufen oder verschenken.
In allen Fällen kann er die im Sachverständigengutachten geschätzten notwendigen Reparaturkosten einer markengebundenen Fachwerkstatt fiktiv verlangen und der Versicherer ist zur fiktiven Abrechnung und Zahlung verpflichtet.
Wofür der Geschädigte den erhaltenen Geldbetrag verwendet, ist seine freie Entscheidung.
Eine Reparaturpflicht oder die Pflicht zur Vorlage einer Reparaturrechnung besteht bei der fiktiven Abrechnung nicht. 

### Rechte des Kfz.-Haftpflichtversicherers
Dem Versicherer stehen bei der fiktiven Abrechnung der Reparaturkosten folgende Rechte zu:
- er kann das Gutachten des Geschädigten durch einen eigenen Sachverständigen überprüfen lassen,
- er muss die vom Sachverständigen geschätzten Reparaturkosten nach § 249 Abs. 2 S.2 BGB nicht brutto, sondern nur netto ausgleichen,
- er kann den Geschädigten nach § 254 Abs. 2 BGB auf eine billigere Referenzwerkstatt mit marktgerechten Löhnen verweisen, wenn sie in der Nähe ist. Die Werkstatt muss die gleiche Qualität wie eine markengebundene Fachwerkstatt aufweisen. Dann kann der Versicherer die Reparaturkosten nach den günstigeren Konditionen dieser Referenzwerkstatt fiktiv abrechnen.

### Ausnahmen
Das Verweisungsrecht auf günstigere Werkstätten besteht nicht, wenn
- das Fahrzeug zum Unfallzeitpunkt noch nicht älter als drei Jahre oder
- durchgehend in einer markengebundenen Fachwerkstatt scheckheftgepflegt und repariert war.